# Mary GrandPré
Mary GrandPré (nacida en 1954 en Dakota del Sur) es una ilustradora estadounidense, conocida principalmente por sus ilustraciones en las ediciones estadounidenses de la serie de novelas de Harry Potter, publicada por Scholastic. Reside en Sarasota, Florida con su familia.

## Primeros años de vida
Mary GrandPré nació en Dakota del Sur, pero ha vivido la mayor parte de su vida en Minnesota.  Comenzó a dibujar cuando tenía tan solo cinco años de edad, empezando con una reproducción de Mickey Mouse. Cuando tenía diez años, se dedicaba a imitar a Salvador Dalí, experimentando con pintar objetos al óleo, antes de pasar a copiar fotos en blanco y negro de la enciclopedia. GrandPré estudió en la Universidad de Minneapolis de Arte y Diseño.
Después de su graduación, GrandPré pasó varios años trabajando como camarera mientras intentaba ser reconocida por agencias de publicidad buscaba encontrar su propio estilo. Sus dibujos se convirtieron en lo que ella llama "geometría suave", con pasteles utilizados de una manera "colorida, alegre, y fantástica". Sus trabajos son hechos totalmente a mano, sin utilizar una computadora.

## Carrera

### Varios trabajos
Mientras los trabajos de GrandPré se hacían más conocidos, ella misma encontró una variedad de empleos que le ofrecieron. Mary GrandPré ha hecho imágenes para publicidad y revistas, incluyendo The New Yorker, The Atlantic Monthly, y The Wall Street Journal. Entre sus otras obras famosas, se encargó de ilustrar el póster oficial del Minnesota State Fair de 2005. Un ejecutivo de Dreamworks, a quien le agradó su trabajo, la llamó para invitarla a ilustrar su película de Antz. GrandPré estuvo involucrada con la creación de algunos de los paisajes utilizados en la película. También ha participado en el desarrollo de personajes para otra película animada. Mary GrandPré enseñó en la Escuela de Ringling de Arte y Diseño.

### SerieHarry Potter
GrandPré ha ilustrado todas las ediciones estadounidenses de las novelas de Harry Potter. Fue una de las pocas personas que pudieron leer los libros de Harry Potter antes de que fuesen publicados. Cuando recibía cada nuevo libro, leía la historia más de una vez, destacando las descripciones que, ella sentía, hacían bien para una ilustración. Creaba entonces varios bocetos que servían de ideas para el arte que incluía la portada y el capítulo, antes de mandar sus favoritos a los editores para decidir cuál aparecería en la publicación final. GrandPré elabora sus imágenes después de leer los guiones de las novelas, y no colaboaba con J.K. Rowling ni recibía información de ella, a pesar de que las dos se conocían.

### Otros libros para niños

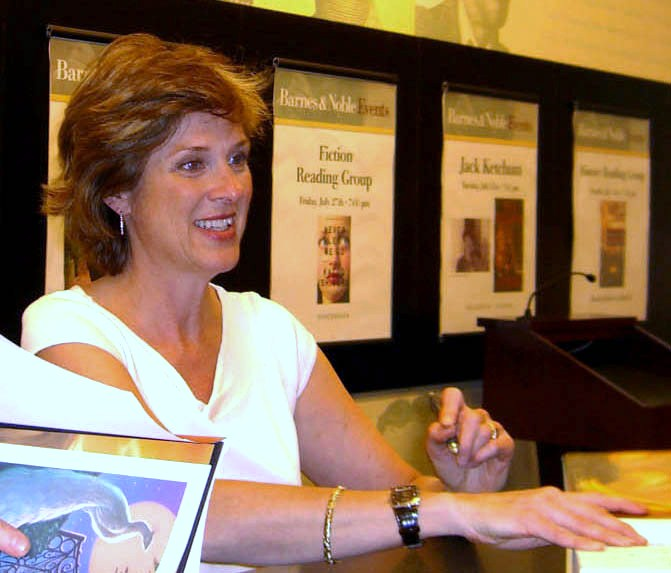
Mary GrandPré firmando en el Barnes & Noble de Lincoln Square en Manhattan, el día de la publicación de Harry Potter y las Reliquias de la Muerte, el 21 de julio de 2007.

Además de la serie de Harry Potter, ha ilustrado libros de imágenes como Pockets, Chin Yu Min and the Ginger Cat, Vegetables Go to Bed, The Thread of Life, Swing Around the Sun, The Sea Chest, y Sweep Dreams. También ilustró Plum, y Henry and Pawl and the Round Yellow Ball, el cual fue coescrito por su esposo, Tom Casmer.

### Trabajos de caridad
En 2006 GrandPré empezó a crear arte por sí misma en vez de que se lo encargaran. Ha donado varias piezas para The Wellness Community of Southwest Florida, una organización sin fines de lucros dedicada a ofrecer apoyo para personas con cáncer. También ha contribuido para Hábitat para la Humanidad donando sus trabajos, así como libros.

### Reconocimiento
El trabajo de GrandPré con los libros de Harry Potter ha aparecido en la portada de Time Magazine. Su trabajo, escogido por miles de ilustradores, ha aparecido en la portada de Showcase 16. Ha recibido premios por parte de la sociedad de ilustradores, Communication Arts, Graphis, Print, y Art Direction, y se ha prefilado en Step-by-Step Graphics y Communications Arts Magazine. GrandPré ha aparecido en el libro How Jane Won, el cual examina a 50 mujeres que han sido exitosas en su carrera y en su vida personal.

### Como ilustradora

#### La serie de Harry Potter
- Harry Potter y la piedra filosofal, de J.K. Rowling (Scholastic, 1998); Anniversary Edition (Scholastic, 2008)
- Harry Potter y la cámara secreta, de J.K. Rowling (Scholastic, 1999)
- Harry Potter y el prisionero de Azkaban, de J.K. Rowling (Scholastic, 1999)
- Harry Potter y el cáliz de fuego, de J.K. Rowling (Scholastic, 2000)
- Harry Potter y la Orden del Fénix, de J.K. Rowling, (Scholastic, 2003)
- Harry Potter y el Príncipe Mestizo, de J.K. Rowling (Scholastic, 2005)
- Harry Potter y las Reliquias de la Muerte, de J.K. Rowling (Scholastic, 2007)
- Los cuentos de Beedle el bardo, de J.K. Rowling (Scholastic, 2008)
- La caja de la edición especial de Quidditch y Animales fantásticos (Scholastic, 2005)

#### Colección de Poesía
- Swing Around the Sun, poemas de Barbara Juster Esbensen (Lerner Publishing Group, 2002)
- Plum, poema de Tony Mitton (Scholastic, 2003)

#### Libros de cuentos
- The Vegetables Go to Bed, de Christopher L. King (Crown, 1994)
- Chin Yu Min and the Ginger Cat, de Jennifer Armstrong (Dragonfly Books, 1996)
- Pockets, de Jennifer Armstrong (Knopf Books for Young Readers, 1998)
- The Sea Chest, de Toni Buzzeo (Dial, 2002)
- The Thread of Life: Twelve Old Italian Tales , de Domenico Vittorini (Running Press Kids; New Ed edition, 2003)
- Sweep Dreams, de Nancy Willard (Little, Brown Young Readers, 2005)
- Lucia and the Light, de Phyllis Root (Candlewick Press, 2006)
- Aunt Claire's Yellow Beehive Hair, de Deborah Blumenthal (Pelican, 2007)

### Como autora e ilustradora
- Henry and Pawl and the Round Yellow Ball, coescrito por su esposo, Tom Casmer (Dial, 2005)